# Sapopema
Sapopema is een gemeente in de Braziliaanse deelstaat Paraná. De gemeente telt 6.800 inwoners (schatting 2009).

## Aangrenzende gemeenten
De gemeente grenst aan Congonhinhas, Curiúva, Figueira, Ibaiti, Ortigueira en São Jerônimo da Serra.

## Galerij

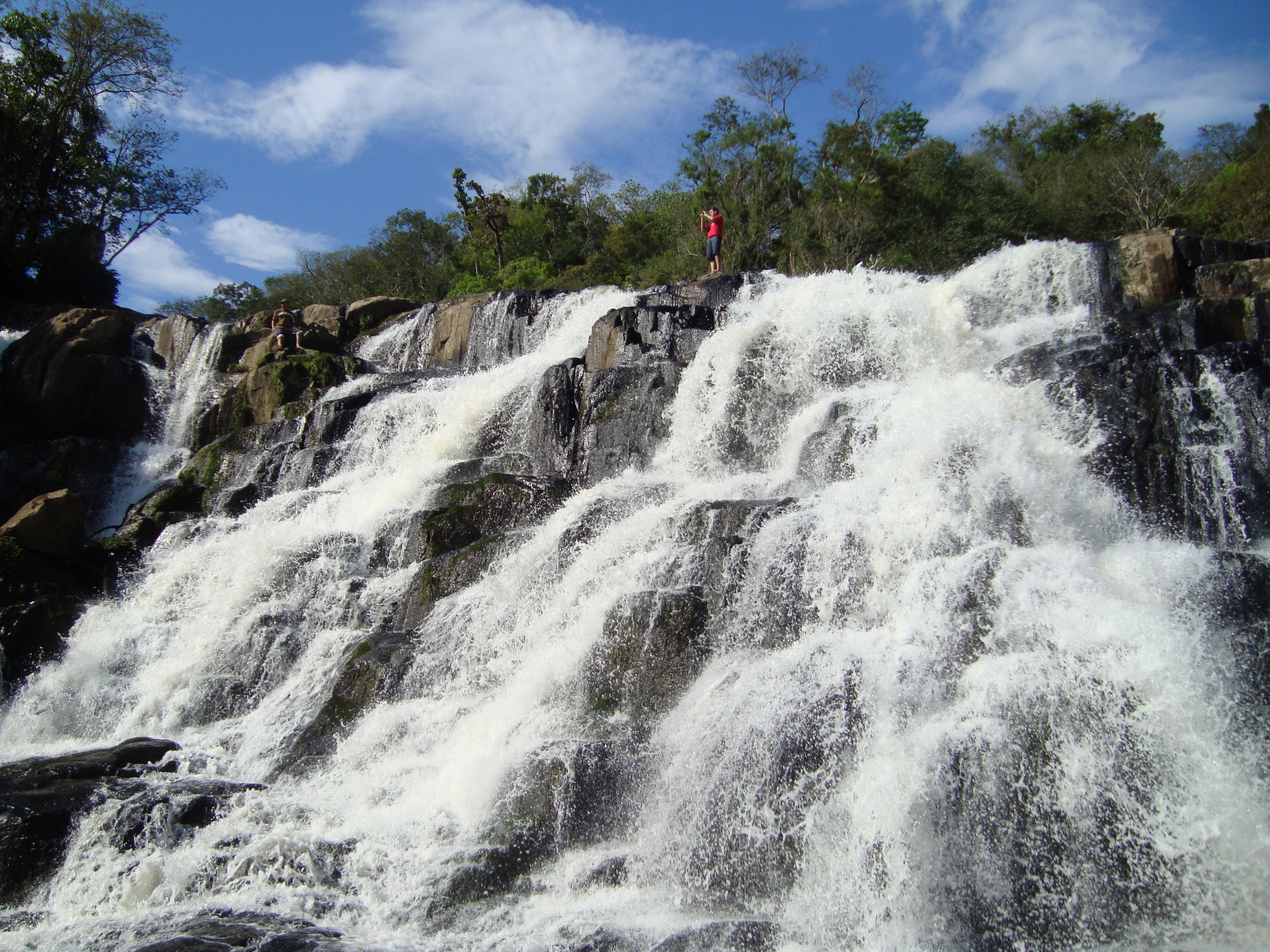
Waterval
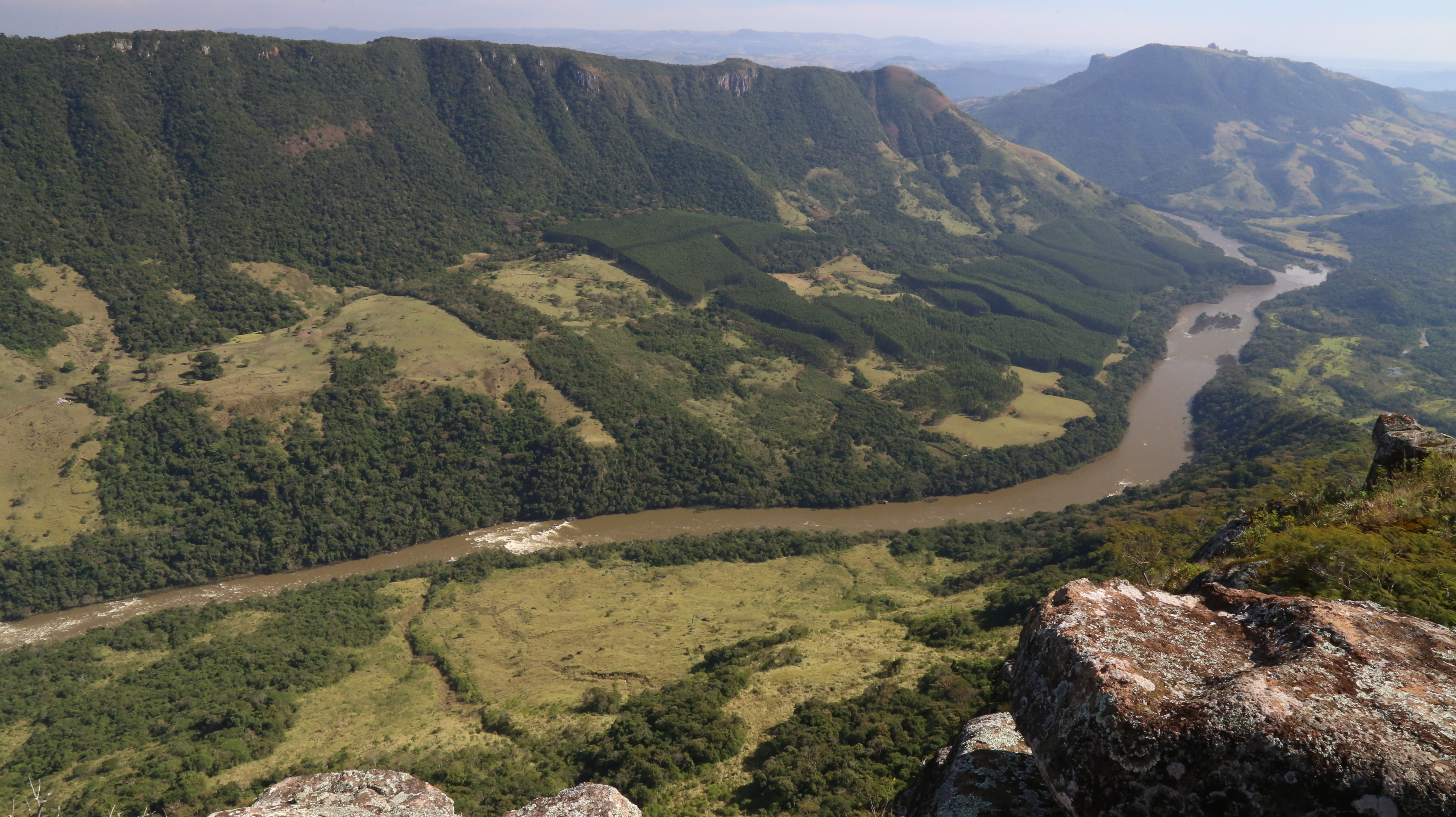
Dal
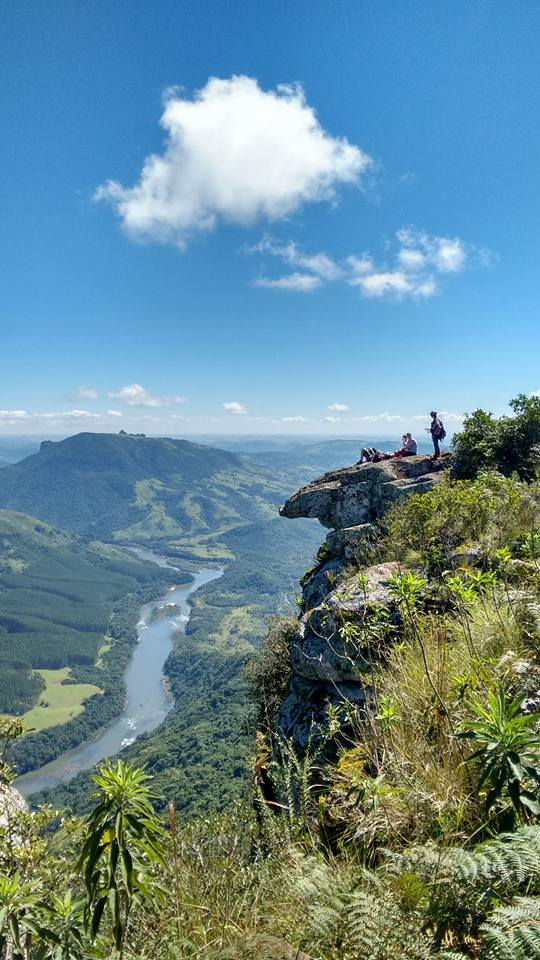
Dal